# Амандин Буржоа
Амандин Буржоа (на френски: Amandine Bourgeois; род. 12 юни 1979 в Ангулем) е френска певица.
Заема първо място в шестия сезон на шоуто за таланти „Nouvelle Star“. На 22 януари 2013 г. е обявено, че ще представи Франция на „Евровизия 2013“ с песента „L'enfer et moi“ (Адът и аз).

## Биография
И биологичният, и доведеният баща на Амандин са музиканти и оказват влияние върху музикалната ѝ култура. На седемгодишна възраст се запознава с теорията на музиката, а само две години по-късно започва да свири на флейта. Като тийнейджър сформира първата си рок група и провежда няколко концерта в Алби, Гаяк и Тулуза. Учи в училище за хотелиери и работи в луксозни хотели във Великобритания и Балеарските острови. През 2001 г. се завръща в Тулуза и продължава музикалните си занимания, като в същото време става вокалистка на различни групи и получава роли в мюзикълите „Le Casting“ (2005) и „The Wall“ (2006).
2008 е годината, в която печели „Nouvelle Star“ (френски аналог на „Мюзик айдъл“). На следващата година излиза дебютният албум на певицата – „20 m²“, популярен в Белгия, Франция и Швейцария.
Съвсем скоро излиза и вторият албум на Амандин – „Sans Amour, Mon Amour“ (2012).
Избрана е да представи Франция на „Евровизия“ – чрез вътрешна селекция и от дванадесетчленно жури, състоящо се от композитори, певци, мениджъри, текстописци и др.